# Pione pailletée
Pionus tumultuosus
Espèce
Statut de conservation UICN

 LC  : Préoccupation mineure
Synonymes
- Psittacus tumultuosus

Statut CITES
La Pione pailletée (Pionus tumultuosus) est une espèce d'oiseaux de la famille des Psittacidae.

## Description
Cet oiseau mesure 29 cm de longueur.
Il présente une couleur générale verte. L'abdomen et les flancs sont gris-jaunâtre. Le front, les lores et les côtés de la tête sont rouge vineux avec la base des plumes blanchâtre. La couronne et l'arrière de la tête sont rouge sombre. La nuque, les côtés du cou, les oreilles et la poitrine pourpre devenant gris-bleu brunâtre sur la poitrine. Couvertures sous-caudales rouges avec bordure vert-jaunâtre à l'extrémité. Couvertures primaires et rémiges vertes, dessous des ailes vert terne. Rectrices centrales vertes, externes avec extrémité bleu-violet terne et base rouge. Bec jaune olive. Cercle oculaire gris, iris brun. Pattes grises.
L'immature a la nuque, l'arrière de la couronne, la gorge, les joues et la poitrine verts, les couvertures sous-caudales vert jaunâtre aux extrémités roses et les iris sombres.

### Distribution
Cet oiseau peuple le nord-ouest et centre de la Bolivie, le sud de la Colombie, le nord-ouest du Venezuela, le sud-ouest de l’Amazonie, le nord-ouest et l'est du Pérou.

### Habitat
Cette espèce vit en Forêt humide, souvent à proximité de sources d'eau, mais aussi dans les cultures. Elle est présente entre 1 200 m et 3 000 m environ dans les Andes.

### Captivité
Cette espèce est très rare en captivité.